# Mike Hax
Mike Hax (* 29. Mai 1970) ist ein ehemaliger deutscher Judoka, der 1990 Juniorenweltmeister und 1994 Europameisterschaftsdritter war.

## Sportliche Karriere
Mike Hax kämpfte im Halbschwergewicht, der Gewichtsklasse bis 95 Kilogramm. Hax startete in der DDR für den SC Dynamo Hoppegarten. 1991 trat er für den SC Berlin an und wechselte dann zum VfL Wolfsburg.
Hax war 1989 hinter Jens Geisler und 1990 hinter Frank Borkowski Zweiter bei den DDR-Meisterschaften. 1989 war er Zweiter der Junioreneuropameisterschaften. 1990 siegte er in Dijon bei den Juniorenweltmeisterschaften. Ende 1990 belegte er den dritten Platz bei den Junioreneuropameisterschaften.
Anfang 1991 siegte er beim World-Masters-Turnier in München. Bei den Deutschen Meisterschaften belegte er 1991 und 1993 den zweiten Platz, beide Male unterlag er im Finale Detlef Knorrek. 1994 gewann Hax seinen einzigen Deutschen Meistertitel, wobei er im Finale Knorrek bezwang. Bei den Europameisterschaften 1994 in Birmingham unterlag er im Halbfinale dem Briten Raymond Stevens, den Kampf um Bronze gewann er gegen den Weißrussen Leonid Svirid. 1997 war Mike Hax, nun wieder für den SC Berlin startend, noch einmal Dritter der Deutschen Meisterschaften.